# Потапов, Михаил Константинович
Михаил Константинович Потапов (29 января 1931 — 20 июня 2021) — советский и российский математик, доктор физико-математических наук (1974), профессор кафедры теории функций и функционального анализа мехмата МГУ (1978), заслуженный профессор МГУ (1999), заслуженный деятель науки Российской Федерации (1993).

## Биография
Родился 29.01.1931 в г. Пятигорске Ставропольского края.
Окончил Пятигорский государственный педагогический институт (1952) и аспирантуру, в 1956 г. защитил диссертацию на соискание степени кандидата физико-математических наук.
С 1956 г. работал в МГУ: старший преподаватель, доцент, профессор кафедры высшей геометрии и топологии (1956—1978), профессор кафедры теории функций и функционального анализа (1978—2021) механико-математического факультета.
Читал курсы «Мера и интеграл», «Приложения теории функций и функционального анализа», «Приближение функций полиномами», «Тригонометрические ряды», «Номография», «Научные основы школьного курса математики», «Математические основы школьного курса естествознания», «Содержание и методика преподавания школьного курса математики».
Доктор физико-математических наук (1974). Профессор (1975). Докторская диссертация:
- Конструктивные характеристики и теоремы вложения для некоторых классов функций : диссертация … доктора физико-математических наук : 01.01.01. — Москва, 1973. — 248 с.

Область научных интересов: теория функций, математика в школе.
В 1950-е гг. доказал теорему Джексона для классов Липшица в определённых пространствах. В 1980-х гг. получил принципиально новые, неулучшаемые результаты в области теорем вложения классов функций одной и нескольких переменных.
Лауреат премии им. М. В. Ломоносова за педагогическую деятельность (2000).
Заслуженный профессор Московского университета (1999). Заслуженный деятель науки РФ (1993). Отличник народного образования.
Умер 20 июня 2021 года после тяжелой болезни.

## Сочинения
- Потапов М. К. О теоремах Джексона в метрике Lp // ДАН СССР. 1956. Ill, М 6. с.1185-1188.
- Потапов M. K. О приближении непериодических функций алгебраическими полиномами // Веста. Моск. ун-та. Матем. Механ. 1960. М 4. с. 14-25.
- Потапов M. K. О структурных характеристиках классов функций с данным порядком наилучшего приближения // Тр. Матем. ии-та АН СССР. 1975.134. с.260-277.

Учебные пособия
- Математика: 5 кл.дидактические материалы. — 9-е изд. — Москва : Просвещение, 2012. — 61, [3] с.; 22 см. — (МГУ-школе).; ISBN 978-5-09-029107-1
- Задачи по алгебре тригонометрии и элементарным функциям : [для школьников и абитуриентов] / М. К. Потапов. — Москва : Экзамен, 2008. — 159 с.; 20 см. — (Абитуриент).; ISBN 978-5-377-01520-8
- Алгебра. 8 класс : дидактические материалы : учебное пособие для общеобразовательных организаций : 6+ / М. К. Потапов, А. В. Шевкин. — 14-е изд. — Москва : Просвещение, 2020. — 109, [2] с. : ил., табл. — (МГУ — школе).; ISBN 978-5-09-072815-7
- Математика : рабочая тетрадь для 6 кл. / М. К. Потапов, А. В. Шевкин. — 3-е изд. — М. : Просвещение, 2007 (Саратов : Саратовский полиграфкомбинат). — 112 с.; ISBN 978-5-09-017855-6
- Математика : 5 кл. : раб. тетр. : пособие для учащихся общеобразоват. учреждений / М. К. Потапов, А. В. Шевкин. — 7-е изд. — М. : Просвещение, 2010 (Саратов : Саратовский полиграфкомбинат). — 94 с. — (МГУ — школе).; ISBN 978-5-09-022762-9
- Алгебра и начала математического анализа : дидактические материалы : 11-й класс : базовый и профильный уровни / М. К. Потапов, А. В. Шевкин. — 6-е изд. — Москва : Просвещение, 2012. — 188, [1] с. : ил.; 22 см. — (МГУ-школе).; ISBN 978-5-09-028928-3
- Математика. Дидактические материалы. 7 класс [Текст] : учебное пособие для общеобразовательных организаций / М. К. Потапов, А. В. Шевкин. — 14-е издание. — Москва : Просвещение, 2019. — 95, [1] с. : ил. — (МГУ — школе).; ISBN 978-5-09-070986-6 : 7000 экз.
- Алгебра. 9 класс : дидактические материалы : учебное пособие для общеобразовательных организаций : [6+] / М. К. Потапов, А. В. Шевкин. — 12-е изд. — Москва : Просвещение, 2020. — 143, [1] с. : ил. — (МГУ — школе).; ISBN 978-5-09-072816-4